# ジャン・ペスケ
ジャン・ペスケ、ポーランドでの名前、ヤン・ミロスラフ・ペシュケ（Jean Peské、Jan Mirosław Peszke、1870年7月27日 - 1949年3月21日）はポーランド系の画家である。フランスで活動した。「新印象派」の画家の一人に数えられる。

## 略歴
現在のウクライナ、ムィコラーイウ州のPervomaiskの医者の息子に生まれた。キエフで美術を学び始め、オデッサの美術学校(Grekov Odessa Art school)、ワルシャワの美術アカデミーで学んだ。1891年に父親の遺産を相続し、パリに移った。
パリの私立美術学校、アカデミー・ジュリアンに入学し、ジャン＝ポール・ローランスやジャン＝ジョセフ・バンジャマン＝コンスタンの教室で学び、ポーランドにゆかりがあってパリで働くマリ・キュリーやギヨーム・アポリネールといった人々とも知り合った。
ポール・シニャック、カミーユ・ピサロ、ピエール・ボナール、エドゥアール・ヴュイヤールといった画家と交流し、ナビ派の若い画家たちのグループに参加し、画廊「Le Barc de Boutteville」のナビ派の展覧会に出展した。多くの画家が活動した、バルビゾンなどでも活動し、ロシア出身の風景画家、コンスタンチン・クズネツォフとも親しくなった。
1895年から、アンデパンダン展やサロン・ドートンヌに毎回出展し、画家として評価された。
ブルターニュのヴァンデやコートダジュールのボルム＝レ＝ミモザ、スペイン国境に近い漁村、コリウールなどの風景を描き、コリウールには小さな美術館を設立した 。
オーギュスト・ロダンのもとで彫刻を学んでいたE.Łusznikowaと結婚し、1940年代からはルマンに住んだ。

## 作品

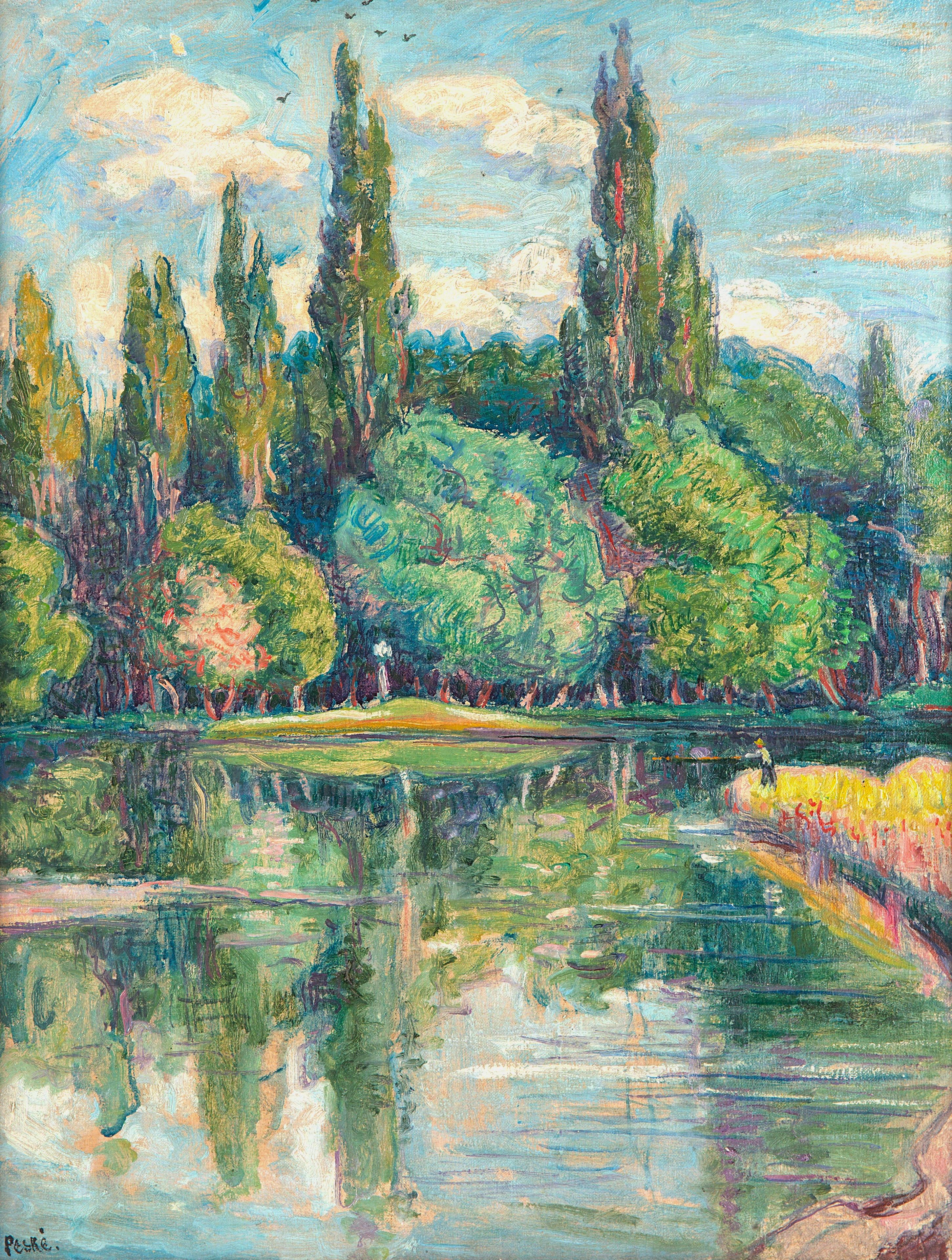
L'Ile de Saint Brice Cagne
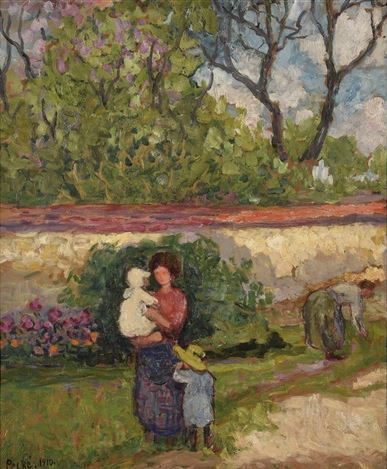
庭の妻と子供
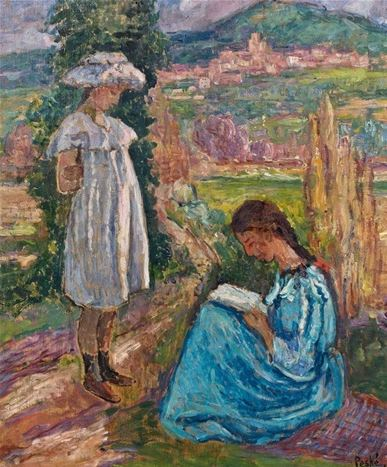
読書
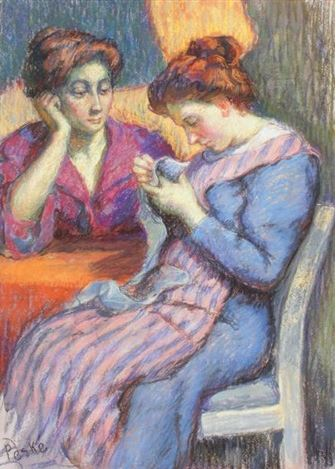
縫物

## 関連文献
- Lise Bicart-Sée, Publication critique du journal de Jean Peské, Doctoral thesis, Paris-Sorbonne, 1983
- Collectif, Jean Peské, 1870-1949, Exhibition catalogue, Somogy, 2002-2003 ISBN 978-2-850565-55-7
- Michel Guillemain, Jean Peské à Bormes, Exhibition catalogue, Réseau Lalan, 2005 ISBN 978-2-951893-95-5